# St. Martinville
St. Martinville és una població dels Estats Units a l'estat de Louisiana. Segons el cens del 2000 tenia 6.989 habitants.

## Demografia
Segons el cens del 2000, St. Martinville tenia 6.989 habitants, 2.496 habitatges, i 1.722 famílies. La densitat de població era de 899,5 habitants/km².
Dels 2.496 habitatges en un 33,6% hi vivien nens de menys de 18 anys, en un 38,1% hi vivien parelles casades, en un 26,2% dones solteres, i en un 31% no eren unitats familiars. En el 27,8% dels habitatges hi vivien persones soles el 12,5% de les quals corresponia a persones de 65 anys o més que vivien soles. El nombre mitjà de persones vivint en cada habitatge era de 2,67 i el nombre mitjà de persones que vivien en cada família era de 3,28.
Per edats la població es repartia de la següent manera: un 28,2% tenia menys de 18 anys, un 9,2% entre 18 i 24, un 26,5% entre 25 i 44, un 21,2% de 45 a 60 i un 15% 65 anys o més.
L'edat mediana era de 35 anys. Per cada 100 dones de 18 o més anys hi havia 79,8 homes.
La renda mediana per habitatge era de 19.600 $ i la renda mediana per família de 28.711 $. Els homes tenien una renda mediana de 28.946 $ mentre que les dones 18.314 $. La renda per capita de la població era de 10.529 $. Entorn del 26,9% de les famílies i el 31,2% de la població estaven per davall del llindar de pobresa.

## Poblacions més properes
El següent diagrama mostra les poblacions més properes.